# Nemščina
Némščina (nemško Deutsch) spada v zahodno vejo germanskih jezikov. Z okoli 140 milijoni govorcev spada med največje svetovne jezike. Govorijo jo predvsem v Nemčiji, Avstriji, Lihtenštajnu, večjem delu Švice, Luksemburgu, na Južnem Tirolskem v Italiji, v Opoljskem vojvodstvu (v Šleziji) na Poljskem, v vzhodnih provincah Belgije, delih Romunije ter v Alzaciji v Franciji. Nezanemarljive nemško govoreče manjšine ostajajo v nekdanjih kolonijah, kot je Namibija, ter v vzhodnoevropskih državah, kot so Češka, Slovaška, Romunija, Kazahstan, Madžarska, Ukrajina in Rusija. Tudi ločine, kot so Amiši in nekateri Menoniti govorijo narečje nemščine. Približno 120 milijonov ali četrtina prebivalcev Evropske unije govori nemščino kot materni jezik. Nemščina je kot tuji jezik tretja najbolj priljubljena na svetu in druga v Evropi (za angleščino), v ZDA ter na Japonskem.
K nemškemu jeziku spadata dve glavni narečni skupini: visoka nemščina in nizka nemščina. Medtem ko je visoka nemščina doživela premik soglasnikov (hochdeutsche Lautverschiebung), je nizka nemščina - kot nizozemščina, angleščina in skandinavski jeziki - ohranila stare germanske soglasnike. Visokonemška narečja pa delimo v dve podskupini: zgornjo ter srednjo nemščino. Visokonemški knjižni jezik je imel svojo podlago v pisarniškem jeziku saške kneževine šestnajstega stoletja, ki ga je Martin Luther uporabljal v svojem prevodu Svetega pisma iz grščine oz. hebrejščine. Z Biblijo se je razširil prav ta knjižni jezik po celi Nemčiji in je v 17. stoletju tudi izpodrinil nizko nemščino kot uradni jezik v severni Nemčiji.
Okoli leta 1000 so govorili nemška narečja med Vogezi (danes Francija) in reko Saale ter med rekama Eider in zgornjo Adižo. Z nemško vzhodno kolonizacijo med sledečimi stoletji se je nemščina postopoma razširjala do Pomorjanske, Šlezije in Vzhodne Prusije, do Flensburga ter do Karavank. Največje jezikovno območje je imela na začetku dvajsetega stoletja. Po 2. svetovni vojni je izgubila območja vzhodno od Odre, Lužiške Nise, Krušnih gora in Bavarskega gozda (Šumava) zaradi izgona tamkajšnjega prebivalstva.
V 90. letih 20. stoletja so postopoma uvedli nov pravopis, ki je zastarela pravila glede dvojnih soglasnikov, ponavljajočih se kombinacij črk ipd. naredil bolj logična. Dvojni soglasniki (mednje iz zgodovinskih razlogov štejemo tudi tz) se lahko pojavijo samo za kratkimi samoglasniki. Kombinacije črk (npr. st) se sedaj napišejo tolikokrat, kolikokrat se izgovorijo (npr. selbstständig), pri sestavljenih besedah se po novem lahko neka črka ponovi tudi več kot dvakrat zaporedoma (npr. Schifffahrt). Razčiščena je tudi zmeda glede ß, ki se lahko pojavi le za dolgimi samoglasniki, za kratkimi pa se po prvem pravilu lahko pojavi le ss.
V švicarski nemščini črke ß ne uporabljajo, namesto nje zmeraj pišejo ss.

## Slovnica

### Samostalnik –das Substantiv
V nemščini so samostalniki pisani z veliko začetnico. Imajo člen, ki določa spol samostalnika. Samostalniki poznajo dve slovnični števili, in sicer ednino ter množino. Lahko jih sklanjamo. Določimo jim lahko:
1. spol: moški (Maskulinum – der), ženski (Femininum – die) in srednji (Neutrum – das)
2. število: ednina (Singular) in množina (Plural)
3. sklon: imenovalnik (Nominativ), rodilnik (Genitiv), dajalnik (Dativ) in tožilnik (Akkusativ)

#### Člen –der Artikel
Člen stoji pred samostalnikom in izražajo spol, število ter sklon samostalnika. Ločimo določne in nedoločne člene. Na osnovi členov tvorimo tudi pridevnike, ker sklanjajo po podobnem vzorcu.

##### Nedoločni člen –der unbestimmte Artikel
Nedoločni člen zaznamuje novo, še prvikrat imenovano informacijo besedila. Nedoločni člen ne pozna množinske oblike. Zanikamo ga s 'kein'.
|           | Maskulinum | Femininum | Neutrum |
| --------- | ---------- | --------- | ------- |
| Nominativ | ein        | eine      | ein     |
| Genitiv   | eines      | einer     | eines   |
| Dativ     | einem      | einer     | einem   |
| Akkusativ | einen      | eine      | ein     |

##### Določni člen –der bestimmte Artikel
Določni člen označuje iz besedila že znano enoto, ki jo ponovno omenjamo oz. jo dodatno označimo s pomočjo prilastka. 
|           | Maskulinum | Femininum | Neutrum |
| --------- | ---------- | --------- | ------- |
| Nominativ | der        | die       | das     |
| Genitiv   | des        | der       | des     |
| Dativ     | dem        | der       | dem     |
| Akkusativ | den        | die       | das     |